# Labergement-lès-Auxonne
Labergement-lès-Auxonne település Franciaországban, Côte-d’Or megyében. Lakosainak száma 344 fő (2022. január 1.). Labergement-lès-Auxonne Auxonne, Flagey-lès-Auxonne, Villers-Rotin és Les Maillys községekkel határos.

## Népesség
A település népességének változása:
| Lakosok száma | 331  | 327  | 330  | 328  | 331  | 330  | 333  | 338  | 344  |
|               | 2013 | 2015 | 2016 | 2017 | 2018 | 2019 | 2020 | 2021 | 2022 |